# Liste der Biografien/Wae
Liste der Biografien |
Portal Biografien |
Personensuche
# |
A |
B |
C |
D |
E |
F |
G |
H |
I |
J |
K |
L |
M |
N |
O |
P |
Q |
R |
S |
T |
U |
V |
W |
X |
Y |
Z |
?
 
Wa |
Wc |
Wd |
We |
Wh |
Wi |
Wj |
Wl |
Wn |
Wo |
Wr |
Ws |
Wt |
Wu |
Ww |
Wy |
Wz
 
Waa |
Wab |
Wac |
Wad |
Wae |
Waf |
Wag |
Wah |
Wai |
Waj |
Wak |
Wal |
Wam |
Wan |
Wao |
Wap |
Waq |
War |
Was |
Wat |
Wau |
Wav |
Waw |
Wax |
Way |
Waz
Die Liste der Biografien führt alle Personen auf, die in der deutschsprachigen Wikipedia einen Artikel haben. Dieses ist eine Teilliste mit 73 Einträgen von Personen, deren Namen mit den Buchstaben „Wae“ beginnt.

## Wae

### Waeb
- Waeber, Carl von (1841–1910), Kaiserlich Russischer Gesandter in Korea
- Waeber, Stephanie (* 2000), Schweizer Fussballspielerin
- Waeber-Kalbermatten, Esther (* 1952), Schweizer Politikerin (SP)

### Waec
- Waechter, Alexander (* 1948), österreichischer Schauspieler, Intendant und Regisseur
- Waechter, Antoine (* 1949), französischer Politiker
- Waechter, Eberhard (1929–1992), österreichischer Opernsänger (Bariton) und Operndirektor
- Waechter, F. K. (1937–2005), deutscher Zeichner, Karikaturist, Cartoonist und Autor von Kinderbüchern und TheaterstückenF. K. Waechter (1937–2005)

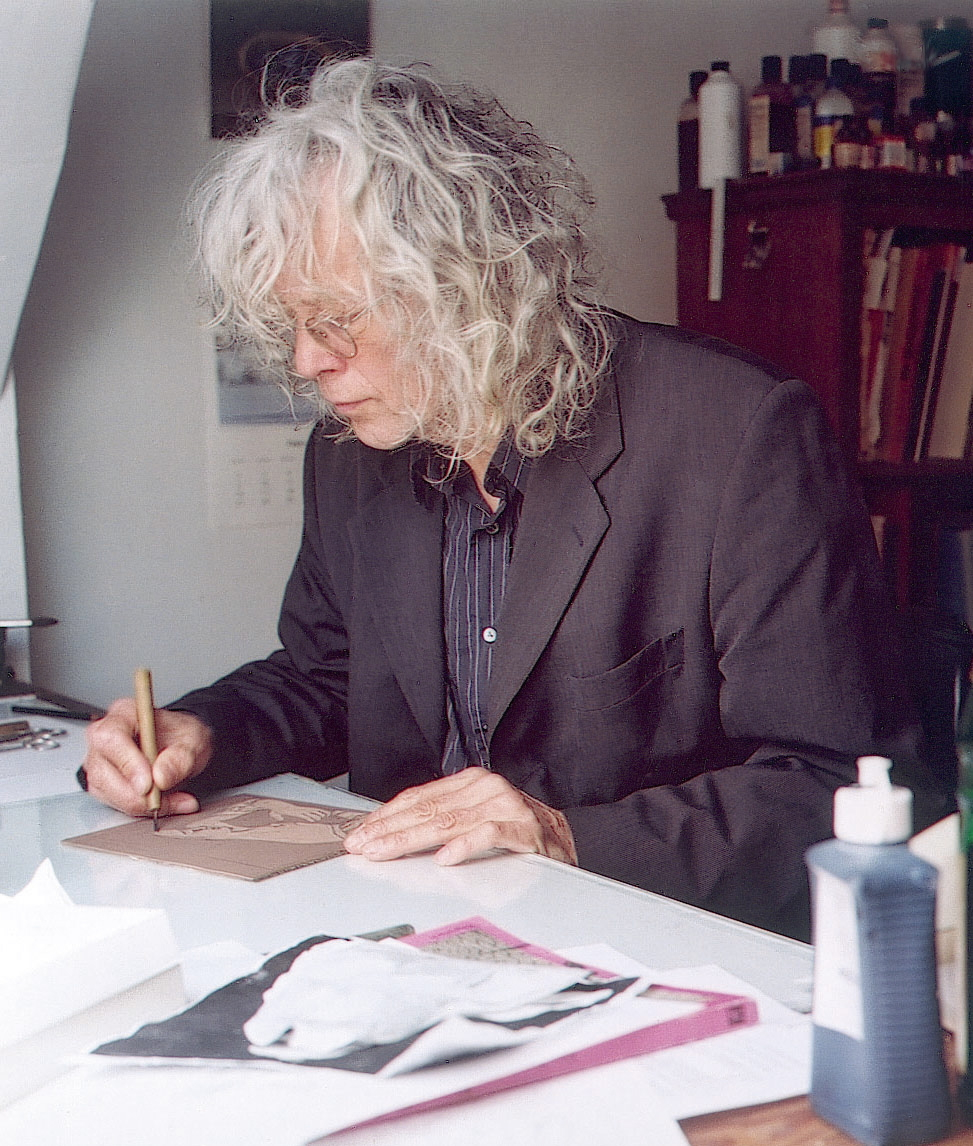
F. K. Waechter (1937–2005)

- Waechter, Franz (1884–1952), deutscher Bergwerksdirektor
- Waechter, Hans (1936–2020), deutscher Architekt und Hochschullehrer
- Waechter, Karl (1840–1913), deutscher Bauunternehmer und Gründer zahlreicher Klein- und Nebenbahnen
- Waechter, Kay (* 1954), deutscher Rechtswissenschaftler und Hochschullehrer
- Waechter, Matthias (* 1965), deutscher Historiker
- Waechter, Max (1837–1924), britischer Kaufmann und Philanthrop
- Waechter, Paula von (1860–1944), deutsche Malerin
- Waechter, Philip (* 1968), deutscher Illustrator und Autor
- Waechter, Roswita (1939–2024), deutsche Künstlerin
- Waechter-Spittler, Karl von (1798–1874), deutscher Jurist, Beamter und Minister des Königreichs Württemberg

### Waeg
- Waegener, Ernst (1854–1920), deutscher Bildhauer
- Waeger, Kurt (1893–1952), deutscher General der Artillerie im Zweiten Weltkrieg
- Waeger, Uta Belina (* 1966), österreichische bildende Künstlerin, Malerin und Objektkünstlerin; Kunstpädagogin
- Waeghe, Damien (* 1984), französischer Handballspieler
- Waegner, Karl (1864–1939), deutsch-russischer Unfallchirurg und Orthopäde

### Waeh
- Waehler, Lothar (* 1959), deutscher Politiker (AfD), MdL
- Waehner, Joerg (* 1962), deutscher Schriftsteller und Künstler
- Waehner, Karin (1926–1999), deutsche Tänzerin, Choreografin und Tanzpädagogin
- Waehner, Trude (1900–1979), österreichische Malerin

### Wael
- Wael, Cornelis de (1592–1667), flämischer Maler des Barocks
- Waelbroeck, Lucien (1929–2009), belgischer Mathematiker
- Waelde, Melanie (* 1992), deutsche Regisseurin und Drehbuchautorin
- Waeldin, Paul (1888–1969), deutscher Jurist, Unternehmer und Politiker (DDP, DStP, DemP, FDP), MdL
- Waelkens, Anke (* 2000), Belgische Volleyballspielerin
- Waelkens, Marc (1948–2021), belgischer Klassischer Archäologe
- Waelrant, Hubert († 1595), franko-flämischer Komponist, Musikverleger und Musiktheoretiker der Renaissance
- Waelti, Andreas (* 1980), Schweizer Jazzmusiker (Bass, Komposition)

### Waen
- Waena, Nathaniel (* 1945), salomonischer Generalgouverneur der Salomonen
- Waenerberg, Thorsten (1846–1917), finnischer Landschafts- und Marinemaler
- Waenker von Dankenschweil, Otto (1808–1885), deutscher Jurist, Politiker (Zentrum), MdR
- Waentig, Heinrich (1870–1943), deutscher Nationalökonom
- Waentig, Karl (1878–1957), deutscher Verwaltungsbeamter
- Waentig, Kraft (1927–2017), deutscher Unternehmer
- Waentig, Walter (1881–1962), deutscher Maler, Grafiker und Naturschützer
- Waenvongsoth, Chanthaphone (* 1994), laotischer Fußballspieler

### Waer
- Waer, Mark (* 1951), belgischer Arzt und Professor für Immunologie
- Waerden, Bartel Leendert van der (1903–1996), niederländischer Mathematiker
- Wærenskjold, Søren (* 2000), norwegischer RadrennfahrerSøren Wærenskjold (* 2000)
- Waerfrith, Bischof von Worcester

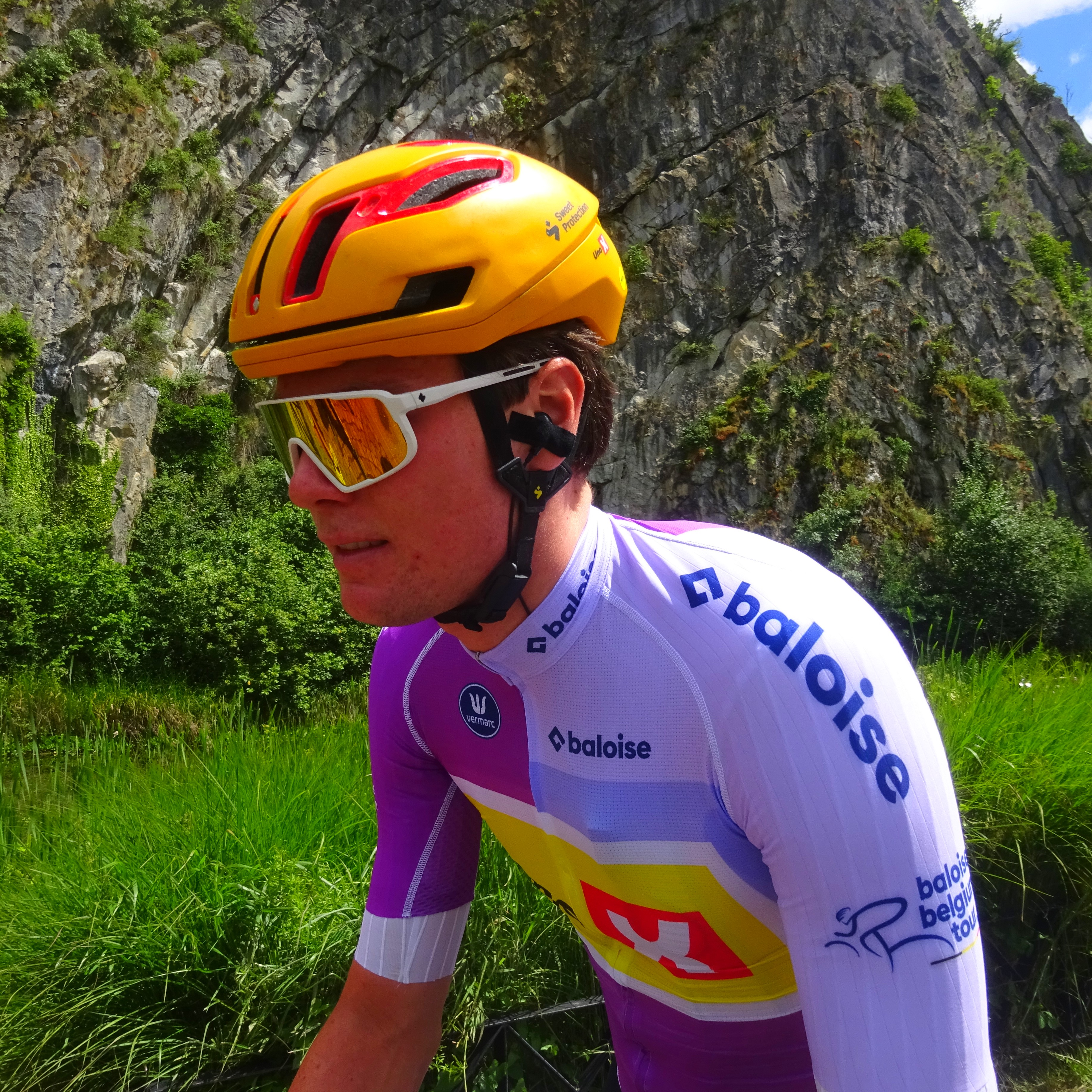
Søren Wærenskjold (* 2000)

- Wærhaug, Ola (* 1937), norwegischer Biathlet
- Waerland, Are (1876–1955), finnlandschwedischer Autor und Dozent
- Waermund († 777), Bischof von Worcester
- Waermund I., Bischof von Rochester
- Waermund II., Bischof von Rochester
- Wærn Bugge, Ingeborg (1899–1991), schwedische Architektin
- Waern, Dan (* 1933), schwedischer Mittelstreckenläufer
- Waerndorfer, Fritz (1868–1939), österreichischer Kunstmäzen
- Wærnes, Andreas Dahlø (* 1990), norwegischer Biathlet
- Wærstan, Bischof von Sherborne

### Waes
- Waes, Tom (* 1968), belgischer Schauspieler und RegisseurTom Waes (* 1968)

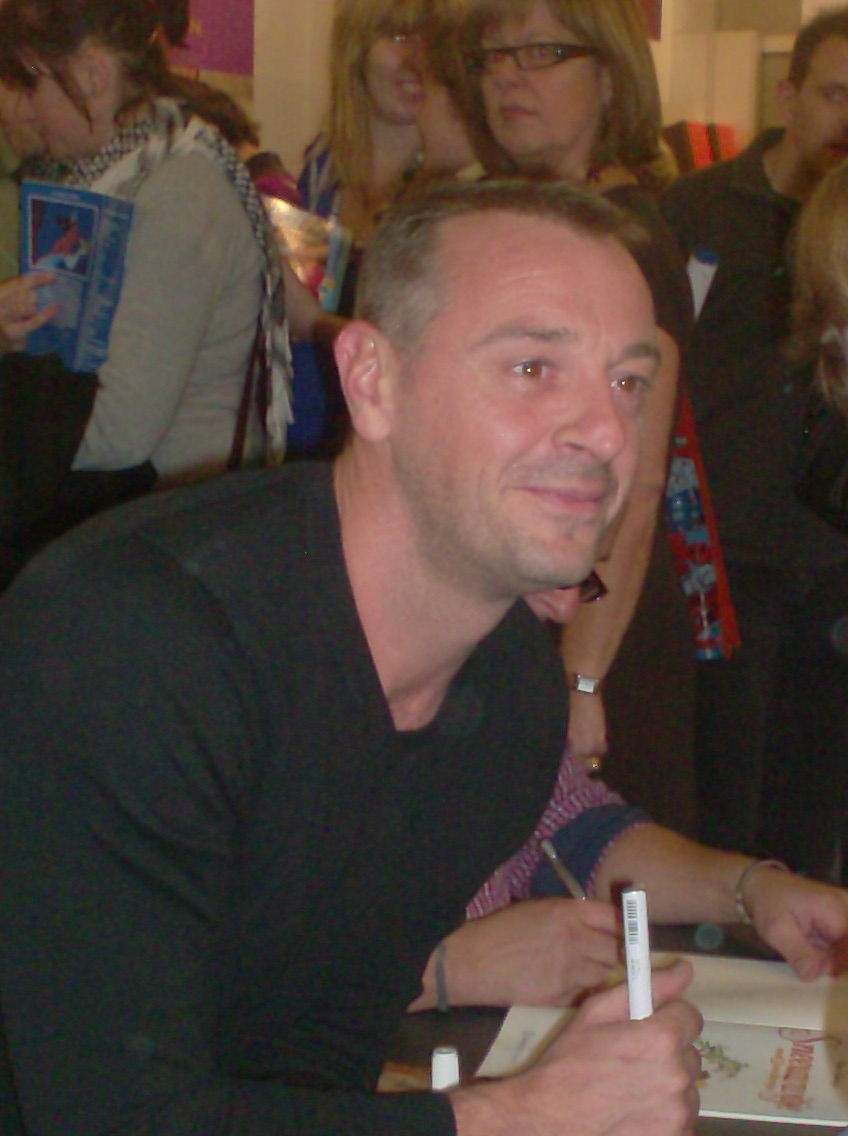
Tom Waes (* 1968)

- Waesberge, Gillis Janssonius van (1646–1708), niederländischer Verleger in Amsterdam und Danzig
- Waesemann, Hermann Friedrich (1813–1879), deutscher Architekt
- Waesich, Cherubino († 1650), Organist und Komponist des Barock
- Waespi, Oliver (* 1971), Schweizer Komponist und Dirigent
- Waess, Leopold (1908–1994), deutscher Politiker (FDP), MdL

### Waet
- Waetford, Jai (* 1999), australischer Popsänger
- Waetge, Anna († 1926), deutsche Pädagogin, Gründerin einer Mädchenschule
- Waetjen, Eduard (1907–1994), deutscher Jurist und Mitarbeiter der Abwehr (Canaris)
- Waetzmann, Erich (1882–1938), deutscher Physiker
- Waetzoldt, Hartmut (* 1941), deutscher Altorientalist
- Waetzoldt, Stephan (1849–1904), deutscher Romanist und Germanist
- Waetzoldt, Stephan (1920–2008), deutscher Kunsthistoriker
- Waetzoldt, Wilhelm (1880–1945), deutscher Kunsthistoriker

### Waev
- Wæver, Clara (1855–1930), dänische Textilkünstlerin und Geschäftsfrau
- Wæver, Lotte (* 1942), dänische Programmsprecherin und Schauspielerin

### Waey
- Waeytens, Zico (* 1991), belgischer Straßenradrennfahrer